# Мир (готель, Рівне)
Готель «Мир» — 8-поверховий тризірковий готель в центрі міста Рівного.
Розташований в центрі міста Рівне, за адресою: вул. Міцкевича, 32. Поруч з кінопалацом «Україна».

## Характеристики
Готель пропонує до послуг відвідувачів 92 комфортабельних номерів, серед яких одно- і двомісні, номери Люкс та напівлюкс. Номери оснащені кондиціонерами, супутниковим телебаченням, телефоном з міжнародним виходом, власною автостоянкою, безкоштовним WiFi покриттям в готелі є також номери для людей з обмеженими можливостями.
При готелі діє 1 ресторан та 1 бар — ресторан та бар.
Крім того, готель надає якісний і повний комплекс послуг для проведення конференцій, семінарів, тренінгів, круглих столів, презентацій, ділових зустрічей, корпоративних і приватних заходів у одній конференц-залі, котра обладнанна необхідною технікою, меблями та зв'язком

## Історія та сьогодення готелю
Готель був збудований в 1969 році, 8-ми поверхова будівля має в собі 92 кімнати.
Готель «Мир» отримав нагороду від телепередачи «Ревізор» - двічі, «Ревізор рекомендує 2012», «Ревізор рекомендує 2014».
у лютому 2015 року в готелі «Мир», було проведенно реконструкцію, в готелі з'явився бар.